# 根克拉布莊園 (佛羅里達州)
根克拉布莊園（英語：Gun Club Estates）是位於美國佛羅里達州棕櫚灘縣的一個人口普查指定地區。

## 地理
根克拉布莊園的座標為26°40′31″N 80°06′32″W / 26.67528°N 80.10889°W，而該地最高點為海拔高度4米（即13英尺）。

## 人口
根據2010年美國人口普查的數據，根克拉布莊園的面積為0.30平方千米，當中陸地面積為0.30平方千米，而水域面積為0.00平方千米。當地共有人口711人，而人口密度為每平方千米2,370人。